# 퍼피 리눅스
퍼피 리눅스(Puppy Linux)는 쉬운 사용성에 주안을 둔 가벼운 리눅스 배포판이다. 기본 애플리케이션으로 애비워드, 그누메릭, 엠플레이어 등을 포함하고 있으며, 추가적으로 다양한 웹브라우저를 선택하여 설치할 수 있다. 퍼피 리눅스는 배리 카울러(Barry Kauler)와 그 밖의 다른 커뮤니티 회원들에 의해 만들어졌다. 울프(Woof)라고 하는 도구를 이용하여 다른 리눅스 배포판의 바이너리 파일로부터 퍼피 리눅스 안에서 빌드를 진행할 수 있다.

## 사용자 환경
퍼피 리눅스는 기본 사용자 환경으로 JWM(Joe's Window Manager)를 사용한다.

## 역사
퍼피 리눅스의 처음버전은 2005년에 출시되었으며, 현재 최신버전은 2013년 8월 13일에 출시된 Puppy 5.7.1이다.
| 버전    | 출시일          |
| ------- | --------------- |
| Puppy 1 | 2005년 3월 29일 |
| Puppy 2 | 2006년 6월 1일  |
| Puppy 3 | 2007년 10월 2일 |
| Puppy 4 | 2008년 5월 5일  |
| Puppy 5 | 2010년 5월 15일 |

Puppy 1 시리즈는 최소 32MB 램이 장착된 펜티엄 컴퓨터와 같은 아주 구식의 하드웨어에서도 수월하게 실행된다. 새로운 시스템의 경우 USB 키드라이브 버전이 훨씬 적합할 수 있다. 이는 퍼피 리눅스와 윈도우 9x/윈도우 미와 함께 실행할 수 있다.
Puppy 2는 인터넷 스위트(주로 웹 브라우저, 이메일)와 같은 모질라 기반의 시몽키를 사용한다.